# Arthur Wills
Arthur Wills (19 settembre 1926 – 30 ottobre 2020) è stato un musicista, compositore e organista britannico.
È stato Direttore Musicale della Cattedrale di Ely dal 1958 al 1990, ed ha anche tenuto una cattedra alla Royal Academy of Music a Londra dal 1964 al 1992. Ha effettuato molte tournée come solista in Europa, Nord America, Australia, Nuova Zelanda ed Hong Kong, ed ha effettuato registrazioni alla radio, alla televisione ed ha inciso molti dischi, sia come solista che con il Coro di Ely.

## Lavori
Ha composto molti pezzi per organo, ed i suoi lavori per insieme comprendono un Concerto con Archi e Timpani, un Concerto per Chitarra ed Organo, ed una Suite Sinfonica: "The Fenlands" per complesso d'Ottoni ed Organo.
Il suo Concerto Corale, "The Gods of Music" per Organo, Coro ed Ottoni con Percussioni fu commissionato per il Festival Biennale della Musica per Tastiera della Università di Newcastle, NSW, Australia nel 1992.
La sua musica profana comprende sette cicli cantati ed un'opera, Winston and Julia, basata sul romanzo di George Orwell, 1984.
Il suo libro, L'Organo, è apparso nella Menuhin Music Guide Series nel 1984, con una seconda edizione nel 1993 ed una terza ristampa nel 1997.
Il Coro di Ely ha registrato un CD (HAVPCD 197) della sua musica corale ed organistica dal 1955 al 1990 su Herald AV Publications. Nel maggio 1999 Hyperion Records ha reinciso due registrazioni dell'inizio degli anni '80 su un CD (CDH55003): la sua Suite Sinfonica: "The Fenlands" per Organo e complesso d'Ottoni, che comprende anche musica di Elgar ed Walton, oltre alla sua trascrizione di Mussorgsky Pictures at an Exhibition (Quadri di un'Esposizione) per solo Organo.
La sua registrazione di Full Stops (Ripieni), fu effettuata per la prima volta nel 1978. Comprende le sue Variazioni su "Amazing Grace". Fu effettuata su CD (84305) nel 1995 da Meridian.
Nel corso dei festeggiamenti per il 75º compleanno di Wills nel 2001, Jeremy Filsell ha registrato un CD della sua musica organistica sull'organo della Cappella della Scuola di Tonbridge. La voce del narratore è quella di Wills nelle sue Variazioni su un Tema di Henry Purcell, "Wondrous Machine" (La Macchina Meravigliosa) (Guild GMCD 7225).
Novello ha pubblicato la trascrizione di Wills per organo di tre movimenti dalla Suite The Planets di Gustav Holst: Marte, Venere e Giove. Queste registrazioni sono di Joseph Nolan all'organo della Cattedrale di Ripon in Herald AV Publications (HAVPCD 274).
Robert Crowley ha studiato con Wills al RAM ed ha registrato Icons (LAMM168D), un CD della musica organistica di Wills sull'organo ricostruito della Cattedrale di Ely. La casa discografica del CD, Lammas, è diretta da Lance Andrews che fu un corista nella Cattedrale di Ely all'inizio degli anni '50 quando Wills era Organista Supplente.
Le memorie di Arthur Wills, Full with Wills (Tutto di Wills) (ISBN 1-905203-89-6), sono state pubblicate da Pen Press nel 2006.

## Riconoscimenti
Arthur Wills è stato premiato con l'Ordine dell'Impero Britannico nel 1990.